# آشوت آبراهامیان (تاریخ‌دان)
آشوت گارگینی آبراهامیان (ارمنی: Աշոտ Գարեգինի Աբրահամյան؛ انگلیسی: Ashot Garegini Abrahamian زادهٔ ۳۱ ژانویهٔ ۱۹۰۳ - درگذشته ۲۸ مارس ۱۹۸۳) دانشمند، مورخ، استاد اهل ارمنستان بود.

## زندگی‌نامه
وی در ۳۱ ژانویهٔ ۱۹۰۳ در روستای قوشچی به دنیا آمد و از دانشکده علوم الهی گئورگیان (۱۹۱۷) و دانشگاه دولتی ایروان (۱۹۳۳) فارغ‌التحصیل گشت. همچنین برندهٔ جوایزی همچون دانشمند شایسته ارمنستان شوروی (۱۹۶۱) شده است. وی در ۲۸ مارس ۱۹۸۳ در سن ۸۰ سالگی در ایروان درگذشت.

## آثار
- تألیف کتاب درسی تاریخ ارمنستان برای دانشگاه‌ها

## یادداشت
1. ↑  պատմական գիտությունների դոկտոր